# Pariah (jeu vidéo)
Pour les articles homonymes, voir Pariah.
Pariah est un jeu vidéo de tir à la première personne développé par Digital Extremes et édité par Groove Games, sorti en 2005 sur Windows et Xbox.

## Accueil
- Jeuxvideo.com : 14/20 (Xbox)[1] - 12/20 (PC)[2]
- Giochi per il mio computer : 8/10[3]